# Sandtrav
Sandtrav (Arabidopsis arenosa) är en växtart i släktet backtravar och familjen korsblommiga växter. Enligt andra källor tillhör den släktet sandtravar (Cardaminopsis).
En förväxlingsart till sandtrav är grustrav, men sandtrav har parflikiga blad medan grustrav har tandade, och grustrav har smalare kronblad.